# Ułaszkowce
Ułaszkowce (ukr. Улашківці, Ułaszkiwci) – wieś (dawniej miasteczko) na Ukrainie, w  rejonie czortkowskim obwodu tarnopolskiego, w hromadzie Nagórzanka. Liczy niecałe 1145 mieszkańców.

## Historia
W II Rzeczypospolitej miejscowość była siedzibą gminy wiejskiej Ułaszkowce w powiecie czortkowskim w województwa tarnopolskiego. W 1921 roku liczyły 2037 mieszkańców.
W dniach 6 i 7 lipca 1941 banderowcy dokonali tutaj pogromu zabijając 74 lub 75 Żydów. Do zabójstw doszło przed zajęciem miejscowości przez Niemców.

## Zabytki
- monaster i cerkiew Bazylianów
- zamek, wybudowany w XVII w.[4]
- grota św. Onufrego

## Urodzeni
- Zygmunt Haupt – polski pisarz, malarz i architekt.

## Właściciele
- Ludwika Załuska, kasztelanka rawska
- Wawrzyniec Lanckoroński